# Bernard Smith (geolog)
Bernard Smith, född den 13 februari 1881, död den 19 augusti 1936, var en brittisk geolog.
Smith var verksam vid Geological Survey of Great Britain från 1906. I oktober 1935, ett knappt år före sin död, blev han dess direktör. Han tilldelades Bigsbymedaljen 1927 och blev Fellow of the Royal Society 1933.